# 厄立特里亞簽證政策
访问厄立特里亚的访客必须从厄立特里亚的驻外机构获得签证，除非他们来自一个免签证国家或可获得落地签的国家。

## 签证政策地图

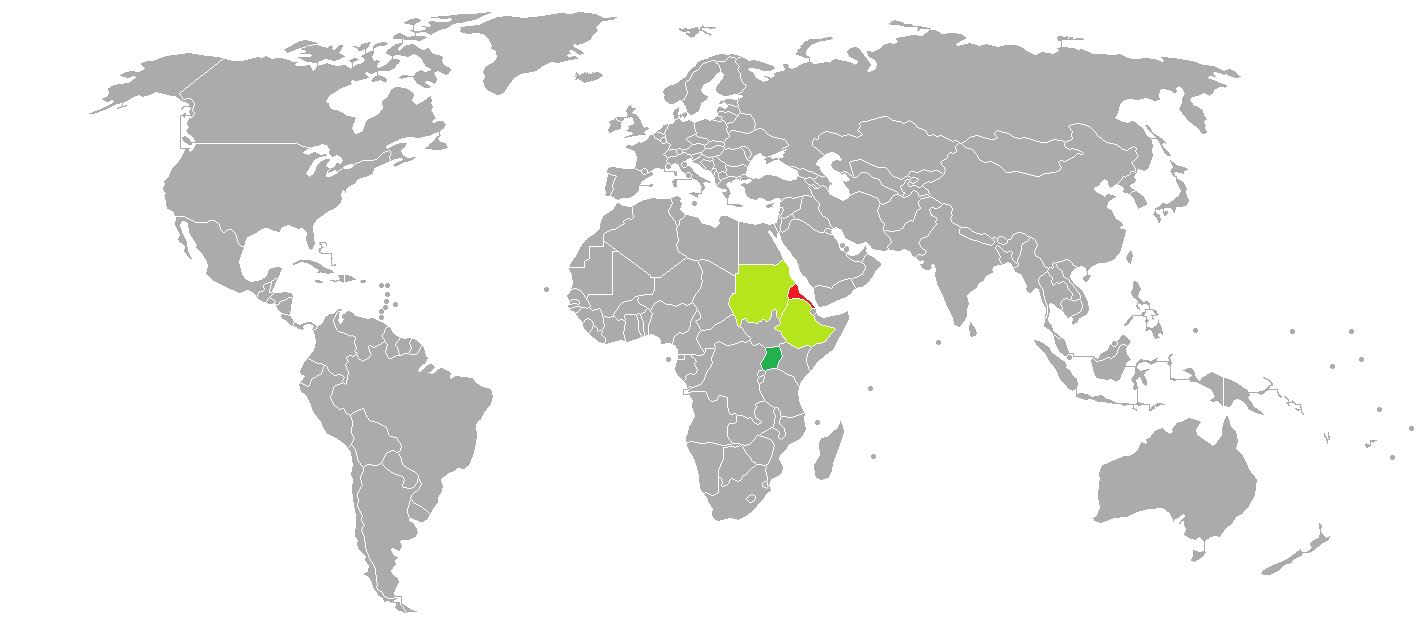
厄立特里亚签证政策
厄立特里亚
免签
落地签
需要签证

## 免签
乌干达公民可以在没有签证的情况下访问厄立特里亚。
如果有持有厄立特里亚国民身份证的父母陪同，未满18岁的未成年人不需要签证
 苏丹和 衣索比亞公民可在抵达厄立特里亚时获得落地签。
持 中國外交，公务和因公护照的访客可免签60天。
如果在厄立特里亚的担保人在访客抵达前48小时向厄立特里亚移民局提交申请，则可在抵达时获得落地签。

## 过境免签
持有72小时内飞往第三国的航班机票的乘客。同时他们必须拥有前往下一个目的地所需的文件。